# Szenvedélyjószág
Szenvedélyjószágnak nevezzük azokat a javakat, amelyek esetében a múltbeli fogyasztás növeli a jelenbeli fogyasztást, a jelenbeli fogyasztás pedig a jövőbenit. Ezen jószágok fogyasztása újabb fogyasztásra ösztönöz és esetükben nem érvényesül a csökkenő határhaszon elve. A dohányzás, a drogok, a különböző gyűjtőszenvedélyek mind ilyen jószágok. 
Elkülöníthetjük a pozitív és negatív szenvedélyjószágokat az alapján, hogy fogyasztásuk milyen hatással jár az egyén, illetve a társadalom számára. A negatív szenvedélyjószágok fogyasztása mind az egyén, mind a társadalom számára ártalmas, ilyen például a dohányzás. A pozitív szenvedélyjószágok közé tartoznak a kulturális javak, amelyek fogyasztása nincs káros hatással az emberekre. 
A szenvedélyjószágok esetében a jövedelem és az ár kevésbé van hatással a fogyasztás mennyiségére, ezek változatlansága esetén is változhatnak a fogyasztói preferenciák.
A kulturális élmény jelenbeli fogyasztásával felhalmozott kulturális tőke hatására nőhet a jövőbeni fogyasztás. Egyre kisebb ráfordítással jár a fogyasztás, így racionális viselkedés a fogyasztás növelése. A rossz élmény azonban csökkentheti a fogyasztást, mivel nem válnak automatikusan kulturális tőkévé az elfogyasztott kulturális javak. 